# Xã Drywood, Quận Vernon, Missouri
Xã Drywood (tiếng Anh: Drywood Township) là một xã thuộc quận Vernon, tiểu bang Missouri, Hoa Kỳ. Năm 2010, dân số của xã này là 1.387 người.